# Hadis
Hadis (ar. حديث) u arapskom jeziku znači vijest i govor uopće. Termin hadis je imenica u značenju (الأخبار) izvedena iz infinitiva druge vrste glagola (حـد ث). Tim terminom se označava svaki govor, priopćavanje, novost, obavijest, pričanje, prenošenje, izvještavanje itd.
U hadiskoj nauci riječ hadis kao stručni izraz ima posebno značenje. Tamo hadis znači "ono što je Muhammed, rekao, uradio ili vidio da neko nešto čini, pa svojom šutnjom to odobrio i dotičnog ne opomenuo". U hadis spadaju i one vijesti koje govore o Poslanikovim svojstvima tj. o tome kakav je Poslanik bio po svojim vanjskim i duševnim osobinama.

## Porijeklo termina "Hadis"
Ova definicija hadisa je raširena među hadiskim učenjacima, iako se ponekad smatra da hadis im općenitije značenje, te se hadisom prema njihovom mišljenju nazivaju i izreke Poslanikovih drugova Ashaba i izreke pokoljenja iza njih - tabiina. Ova upotreba je rijetka ili posve odbačena.
Ponekad bi Muhamed, nazivao svoje riječi hadisom i time kao da je htio ukazati na razliku između njegovih riječi i riječi koje se pripisuju drugima. Otuda se može reći da je Muhamed, udario temelj upotrebi riječi hadis u onom značenju koji se danas koristi u islamu. Kao primjer takve upotrebe termina hadis nalazimo u razgovoru koji se vodio između Muhameda i Ebu Hurejre, istaknutog ashaba, kada mu je Ebu Hurejre pristupio i upitao za najsretnijeg čovjeka na Sudnjem danu zahvaljujući zauzimanju Muhameda na šta mu je na to odgovorio da je znao da za ovaj hadis neće upitati niko prije Ebu Hurejre, "zbog njegova interesa za izučavanje Hadisa".

## Hadiska terminologija

### Sunnet
Pojam sunnet (السّـنـّة), s obzirom na svoje filološko značenje, nije isto što i hadis, sunnet znači: put, staza, postupak, metoda, način života, učenje, ideologija itd. Kao vjerski termin, sunnet označava Poslanikov postupak i način njegova vladanja. Sunnet ponekad označava i cjelokupne njegove hadise, pa se npr. kaže: "prvi vjerski izvor je Kuran a drugi sunnet".
U ovom se smislu često upotrebljava i riječ hadis. U Fikhu, Sunnet označava ono što je vjerom preporučeno i što je lijepo činiti, a nije stroga dužnost.

### Haber
Proučavatelji hadiskih znanstvenih disciplina ističu da i pojam haber (الخـبر) nije ništa drugo do istoznačnica za hadis, čak i određenija nego termin sunnet, jer kažu da arapska riječ "المحـديث (El-Muhadis) znači isto što i riječ الأخبار (El-Ahbar). Ovo dalje znači da hadisom označavamo nešto što se pripisuje Muhamedu preko neprekidnog i pouzdanog lanca prenošenja. Pa ipak oni prave razliku između onoga koji se bavi prouučavanjem povijesti i onoga tko se bavi proučavanjem hadisa. Prvom su dali ime الأخـباريّ (El-Ahbari) a drugom المحـدّث (El-Muhadis).
Osim toga, termin hadis i haber razlikuju se i u općenitosti i u posebnosti, jer je svaki hadis istovremeno i haber, a svaki haber nije i hadis.

### Eser
Stručnjaci hadiskih disciplina ističu da je isti slučaj i s drugim stručnim terminom za hadis, tzv. eser (الأثر), da je i on sinonim za hadis, sunnet i haber.

## Povijest hadisa
Riječi Muhameda su se za vrijeme njegovog života i oko stotinu godina nakon njegove smrti, prenosile isključivo usmeno.
Muslimanski povjesničari kažu da je Osman ibn Affan treći halifa, je prvi koji je preporučio pisanje Kuran i Hadisa. Današnju formu, hadisi su dobili u vrijeme Abasidskog halifata. Obzirom na burna vremena građanskih ratova nakon Muhamedove smrti, dužnost učenjaka tog doba je bilo da ispitaju vjerdostojnost određenih hadisa koji su eventualno došli od Poslanika, a koji su izmišljeni iz raznih razloga. Tada nastaje "Hadiska znanost".

## Vrste Hadisa
Na 136. stranici prvog poglavlja knjige "Mahzen-ul’ulum", tiskane 1308. po hidžri u Istanbulu, hadisi su podijeljeni i definirani na sljedeći način:
1. Hadis-i musned: Oni hadisi koji idu od "Tabi’ina" (generacija muslimana nakon Ashaba direktno do Muhameda bez spominjanja ijednog od Ashaba.
2. Hadis-i musned-i muttasil: Oni hadisi čiji sened (lanac prenositelja) ide, bez prekida, do Muhameda to jest u njima ne nedostaje ni jedan od prenositelja.
3. Hadis-i musned-i munkati: Oni hadisi u kojima su svi prenositelji (ravije) Ashabi.
4. Hadis-i mevsul: Oni hadisi, od hadis-i musned-i muttasil, u kojima je Ashab prenio Hadis rekavši, "Čuo sam Resulullaha da je rekao"
5. Hadis-i mutevatir: Su oni hadisi koje su mnogi ashabi čuli od Muhameda i koje je od njih čulo puno svijeta i koji su zapisani u knjige, nakon što su ih masovno čuli, od osoba koje ne bi rekle neistinu. Moramo potpuno i bez sumnje vjerovati i raditi mutevatir hadis-i šerife. Ko ih ne vjeruje postaje kafir.
6. Hadis-i mešhur: Oni hadisi koji su u drugom vijeku postali čuveni iako ih je u prvom vijeku [islama] prenijela samo jedna osoba. Dakle, to su hadisi koje je od Poslanika čula samo jedna osoba od koje je, kasnije čulo puno osoba od kojih je čulo još više svijeta. Ovi hadis-i šerifi su preneseni kao mutevatir do zadnje osobe koja ga je čula. Također postaje kafir i onaj ko ne vjeruje mešhur hadis. (Ibni Abidin, 176. stranica.)
7. Hadis-i mevkuf: Oni hadisi čiji prenositelji se lančano nastavljaju do Ashaba u kojem Ashab nije rekao, "Čuo sam Poslanika da je rekao" nego, "Čuo sam da je Poslanik rekao."
8. Hadis-i sahih: Oni musned-i muttasil i mutevatir i mešhur hadisi koji su se čuli od adil (pravednih) osoba koji su Alimi u hadiskoj znanosti.
9. Haber-i ahad: Oni musned-i muttasil hadisi koje uvijek prenosi jedna osoba.
10. Hadis-i mu’allak: Oni hadisi u kojih u lancu nedostaje jedan ravija (prenositelj). Mursel i munkati’ hadisi su također mu’allak.
11. Hadis-i kudsi: Oni hadisi koji imaju Alahova značenja ali Poslanikovim riječima.
12. Hadis-i kavi: Svaki hadis nakon čijeg izgovora je proučen Ajet.
13. Hadis-i nasih: Oni hadisi koje je izgovorio pred kraj svog života.
14. Hadis-i mensuh: Hadisi koje je rekao u početku i koji su kasnije promijenjeni.
15. Hadis-i am: Hadisi koji su rečeni za sva ljudska bića.
16. Hadis-i has: Oni hadisi koji su rečeni za samo jednu osobu.
17. Hadis-i hasen: Oni hadisi čiji su prenositelji poznati kao sadik (iskreni) i emin (pouzdan, povjerljiv) ali bez jake memorije i razumijevanja kao kod onih koji prenose sahih hadise.
18. Hadis-i maktu: Oni hadisi koje nam prenose Tabi’ini-i čije su ravije (prenosioci) do Tabi’ina poznati.
19. Hadis-i šaz: Su hadisi za koje neka osoba kaže da je čula od alima hadisa. Oni su usvojeni ali ne mogu biti sened (dokumenti ili dokazi). Oni se ne primaju ako alim nije mešhur (čuven, dobro poznat).
20. Hadis-i garib: Svaki hadis sahih koji na kraju prenosi samo jedna osoba. Ili, to je hadis u kojem se alim hadisa suprotstavlja jednom od prenosilaca.
21. Hadis-i za’if: Hadisi koji nisu ni sahih ni hasen. Jedan od njihovih prenositelja ima slabu memoriju ili adalet (pravednost) ili postoji sumnja u njegov i’tikad (vjerovanje).
22. Hadis-i muhkem: Oni hadisi kojima nije potrebno tumačenje.
23. Hadis-i mutešabih: Oni hadisi kojima je potrebno tumačenje.
24. Hadis-i munfasil: Oni hadisi u čijem je lancu zaboravljeno više od jednog ravije (prenositelja).
25. Hadis-i mustefiz [mustefid]: Svaki hadis koji ima više od tri prenositelja.
26. Hadis-i muddarib: Oni hadisi koji se odnose na autore knjiga preko raznih nepodudarnih načina.
27. Hadis-i merdud: Riječ koja ne nosi nikakvo značenje niti i jedan od šartova (uvjeta) kazivanja hadisa.
28. Hadis-i mufteri: Podmetnuti, izmišljeni hadsi.
29. Hadis-i mevdu: Prethodno objašnjeno.
30. Eser: Znači mevkuf i maktu’ hadis ili merfu hadis koji prenosi dovu.

## Najpoznatije hadiske zbirke
Najpoznatije zbirke hadisa među Sunitskim muslimanima (Kojima pripada "Hanefijski mezheb, a koji je službeni Mezheb u Bosni i Hercegovini), su šest takozvanih " Kutubu sitte" (šest vjerodostojnih hadiskih zbirki).
Te zbirke su:
- Sahih Buhari     الجامع الصحيح
- Sahih Muslim     صحيح مسلم
- Sunen Nesaija    السنن الصغرى   ‎
- Sunen Ebu Davud سُنن أبو داوود‎
- Tirmizijin Sunen جامع الترمذي‎
- Sunen ibn Madže سُنن ابن ماجه‎
- "Muveta" imama Malika الموطأ

## Također pogledajte
- Ashabi
- Muhamed